# Лютівська сільська рада
Лю́тівська сільська́ ра́да — адміністративно-територіальна одиниця та орган місцевого самоврядування в Золочівському районі Харківської області. Адміністративний центр — село Лютівка.

## Загальні відомості
- Лютівська сільська рада утворена в 1921 році.
- Територія ради: 41,93 км²
- Населення ради: 792 особи (станом на 2001 рік)

## Населені пункти
Сільській раді підпорядковані населені пункти:
- с. Лютівка
- с-ще Відродженівське

## Склад ради
Рада складалася з 12 депутатів та голови.
- Голова ради: Міхрабов Абдулкадир Магомедович

### Керівний склад попередніх скликань
| Прізвище, ім'я, по батькові     | Основні відомості                                                                                                | Дата обрання | Дата звільнення |
| ------------------------------- | --- | ------------ | --------------- |
| Коценко Віра Платонівна         | Сільський голова, 1958 року народження, член Народно-демократичної партії України                                | 26.03.2006   | 31.10.2010      |
| Міхрабов Абдулкадир Магомедович | Сільський голова, 1967 року народження, освіта середня спеціальна, член Всеукраїнського об'єднання «Батьківщина» | 31.10.2010   |                 |

Примітка: таблиця складена за даними сайту Верховної Ради України

### Депутати
За результатами місцевих виборів 2010 року депутатами ради стали:

#### За суб'єктами висування
| Суб'єкт висування                                       | Кількість обраних депутатів | %    |
| ------------------------------------------------------- | --------------------------- | ---- |
| Партія регіонів                                         | 6                           | 50   |
| Політична партія Всеукраїнське об'єднання «Батьківщина» | 3                           | 25   |
| Самовисування                                           | 2                           | 16,7 |
| Соціалістична партія України                            | 1                           | 8,3  |

#### За округами
| № округу                                                | Прізвище, ім'я, по батькові   | Дата визнання обраним | Освіта             | Партійна приналежність                        | Відомості про обраного депутата              |
| ------------------------------------------------------- | ----------------------------- | --------------------- | ------------------ | --------------------------------------------- | -------------------------------------------- |
| Партія регіонів                                         |                               |                       |                    |                                               |                                              |
| 2                                                       | Воротник Тетяна Петрівна      | 02.11.2010            | середня            | член Партії регіонів                          | Лютівська сільська рада, техпрацівник        |
| 3                                                       | Чумак Лариса Миколаївна       | 02.11.2010            | середня спеціальна | член Партії регіонів                          | Лютівська сільська рада, секретар            |
| 6                                                       | Шевченко Віталій Миколайович  | 02.11.2010            | вища               | член Партії регіонів                          | НПФ «Сінтал Д» ТОВ, майстер                  |
| 8                                                       | Гопта Наталія Михайлівна      | 02.11.2010            | середня спеціальна | член Партії регіонів                          | тимчасово не працює                          |
| 9                                                       | Попович Марія Петрівна        | 02.11.2010            | середня            | член Партії регіонів                          | тимчасово не працює                          |
| 11                                                      | Волкова Ірина Іванівна        | 02.11.2010            | середня            | член Партії регіонів                          | НПФ «Сінтал Д» ТОВ, працівник                |
| Політична партія Всеукраїнське об'єднання «Батьківщина» |                               |                       |                    |                                               |                                              |
| 1                                                       | Субота Марія Григорівна       | 02.11.2010            | середня спеціальна | член Всеукраїнського об'єднання «Батьківщина» | пенсіонер                                    |
| 5                                                       | Гончар Катерина Миколаївна    | 02.11.2010            | середня            | член Всеукраїнського об'єднання «Батьківщина» | тимчасово не працює                          |
| 12                                                      | Лебідь Світлана Василівна     | 02.11.2010            | середня            | член Всеукраїнського об'єднання «Батьківщина» | Відродженівський сільський клуб, завідувачка |
| Соціалістична партія України                            |                               |                       |                    |                                               |                                              |
| 4                                                       | Чумак Микола Михайлович       | 02.11.2010            | вища               | член Соціалістичної партії України            | тимчасово не працює                          |
| Самовисування                                           |                               |                       |                    |                                               |                                              |
| 7                                                       | Дубровська Олена Анатоліївна  | 02.11.2010            | середня спеціальна | позапартійна                                  | тимчасово не працює                          |
| 10                                                      | Корнієнко Сергій Валентинович | 27.12.2010            | середня            | позапартійний                                 | пенсіонер                                    |